# Enrico Garaci
Enrico Garaci (Roma, 23 aprile 1942) è un medico italiano. Ricercatore nei campi di immunologia, oncologia e virologia, ha ricoperto incarichi direttivi in università degli studi e istituti di ricerca.

## Biografia
Laureato in Medicina e Chirurgia presso l'Università degli Studi di Roma "La Sapienza" nel 1966, nel 1976 venne nominato professore ordinario di Microbiologia a "La Sapienza" di Roma; nel 1982 passò all'Università degli studi di Roma "Tor Vergata" appena inaugurata, di cui fu rettore dal 1982 al 1994.
Presidente del Consiglio Nazionale delle Ricerche dal 1993 al 1997, nel 2001 è stato nominato presidente dell'Istituto Superiore di Sanità, incarico che ha ricoperto fino a marzo 2013. Dal 2009 al 2014 Enrico Garaci ha presieduto il Consiglio superiore di sanità. Ha ricoperto l'incarico di Presidente di Alleanza Contro il Cancro. È stato rettore dell'Università telematica San Raffaele.
Autore di oltre 200 pubblicazioni, le sue ricerche hanno interessato principalmente gli effetti dei fattori immunitari specifici e aspecifici sulle neoplasie, sulle malattie infettive, soprattutto virali, e le relazioni esistenti tra nerve growth factor, sistema immunitario e infezioni virali. È stato insignito dell'Ordine della Minerva dall'Università degli Studi "Gabriele d'Annunzio". Nel 1997 è stato presidente della Società Italiana di Microbiologia; è inoltre membro dell'Accademia dei XL.
Nel 2006 è stato insignito della Laurea ad Honorem alla George Mason University, Virginia (USA). Nel 2010 è stato il vincitore assoluto della IX edizione del Premio Internazionale "Giuseppe Sciacca".